# Militaire colonne

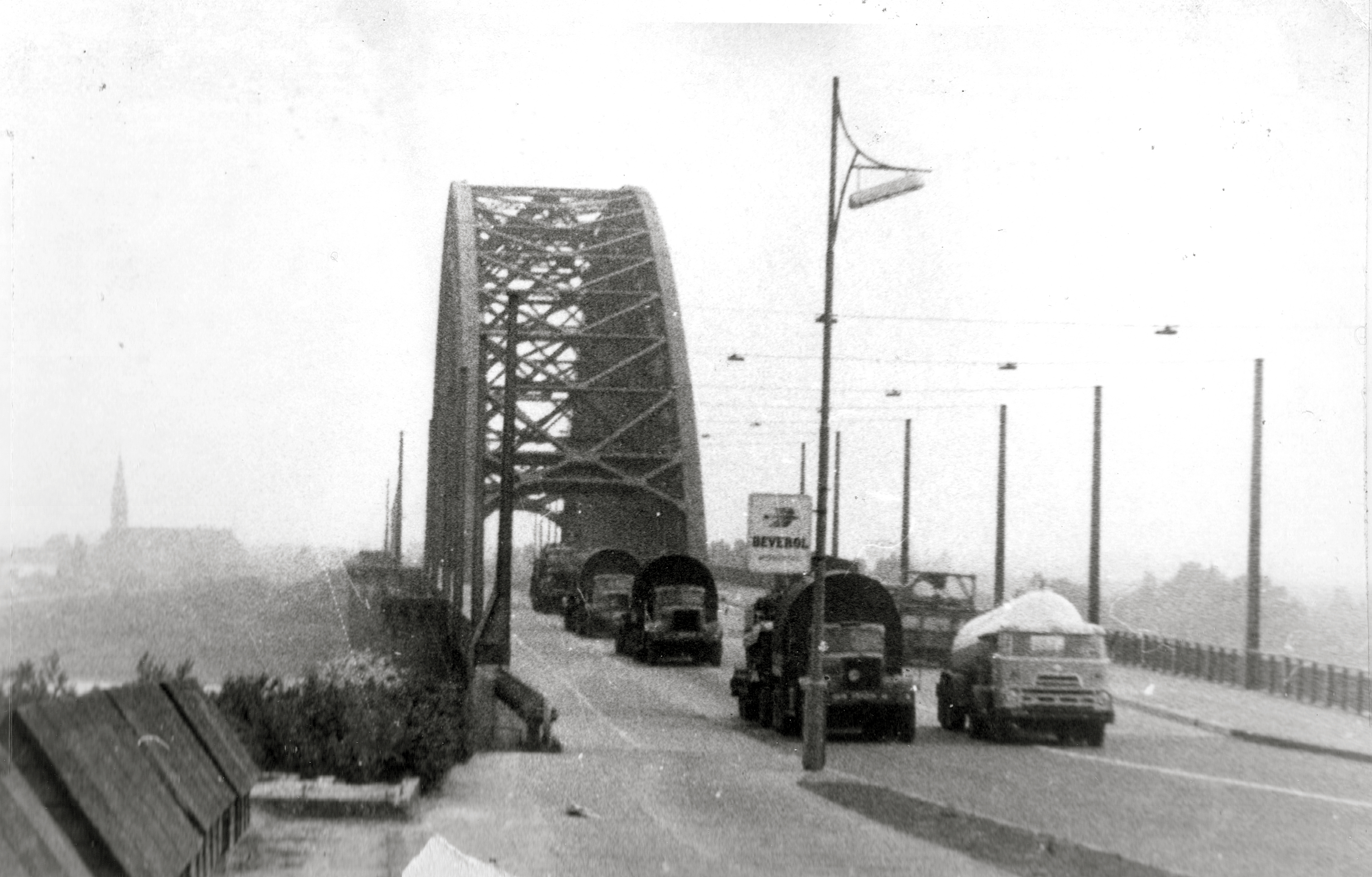
Colonne Diamond T's van de Koninklijke Landmacht (106 TD) op de Waalbrug van Nijmegen in de 60'er jaren van de twintigste eeuw.

Een militaire colonne is, in de Nederlandse verkeersregels, een aantal motorvoertuigen achter elkaar van een militaire organisatie of rampenbestrijdingsorganisatie, onder één commandant en met de voorgeschreven onderscheidingstekens.
Voor de militaire colonne gelden enkele afwijkende verkeersregels. Zo mogen andere weggebruikers, tenzij op een aangegeven voorrangsweg, een militaire colonne niet doorsnijden, en hoeft de colonne een voetganger op een voetgangersoversteekplaats niet te laten voorgaan.
Als het eerste voertuig van een militaire colonne een verkeerslicht is gepasseerd, mogen de andere voertuigen volgen, ook als intussen het verkeerslicht geel of rood is geworden. Dit geldt in beginsel niet voor burgerauto's die per ongeluk tóch tussen de colonne zijn geraakt.
Wanneer de colonne wordt begeleid door ambtenaren van de Koninklijke Marechaussee, is het overige wegverkeer uiteraard verplicht eventuele aanwijzingen van de marechaussees op te volgen. Dat kan ook inhouden dat een per ongeluk tussen de colonne geraakte bestuurder opdracht krijgt toch door het rode licht te rijden.
Overigens geldt dat de bestuurder van een volgvoertuig zich er terdege van moet vergewissen dat de andere weggebruikers hem of haar hebben gezien en voor laten gaan. Dat geldt voor iedere weggebruiker, maar de bestuurder van een volgvoertuig in een militaire colonne is een getrainde professional die moet beseffen dat andere weggebruikers vaak weinig ervaring hebben met het omgaan met militaire colonnes.

## Herkenbaarheid
Vanaf 1 januari 2025 zijn de herkenningstekens van een militaire colonne aangepast. Alleen het voorste voertuig krijgt één blauwe vlag en het laatste voertuig krijgt een groene vlag. De tussenliggende voertuigen krijgen geen vlag. Daarnaast heeft geen enkel voertuig meer een gekleurde koplamp. De aanleiding om dit aan te passen is omdat Nederland een afwijkende uitvoering van herkenningstekens voor militaire colonnes heeft. Door deze wetswijziging in te voeren, kunnen militaire colonnes effectief en naadloos verplaatsen bij het passeren van nationale grenzen.
Nederlandse theorie-examens voor de auto, motor en bromfiets voldoen vanaf 1 januari 2025 aan de nieuwe wetgeving. De examenvragen en afbeeldingen zijn hierop aangepast. 

## Trivia
Een colonne van marcherende militairen op de rijbaan is geen militaire colonne in de zin van het RVV 1990. De marcherende militairen moeten zich, net als andere optochten op de rijbaan, gedragen als bestuurder van een wagen.
Tot 1966 gold dat alle gewone weggebruikers de militaire colonne bij kruisingen en splitsingen voor moesten laten gaan. Alleen de politie, de brandweer en de uitvaartstoet hadden in die gevallen voorrang op de militaire colonne.